# Eidfjord (gemeente)

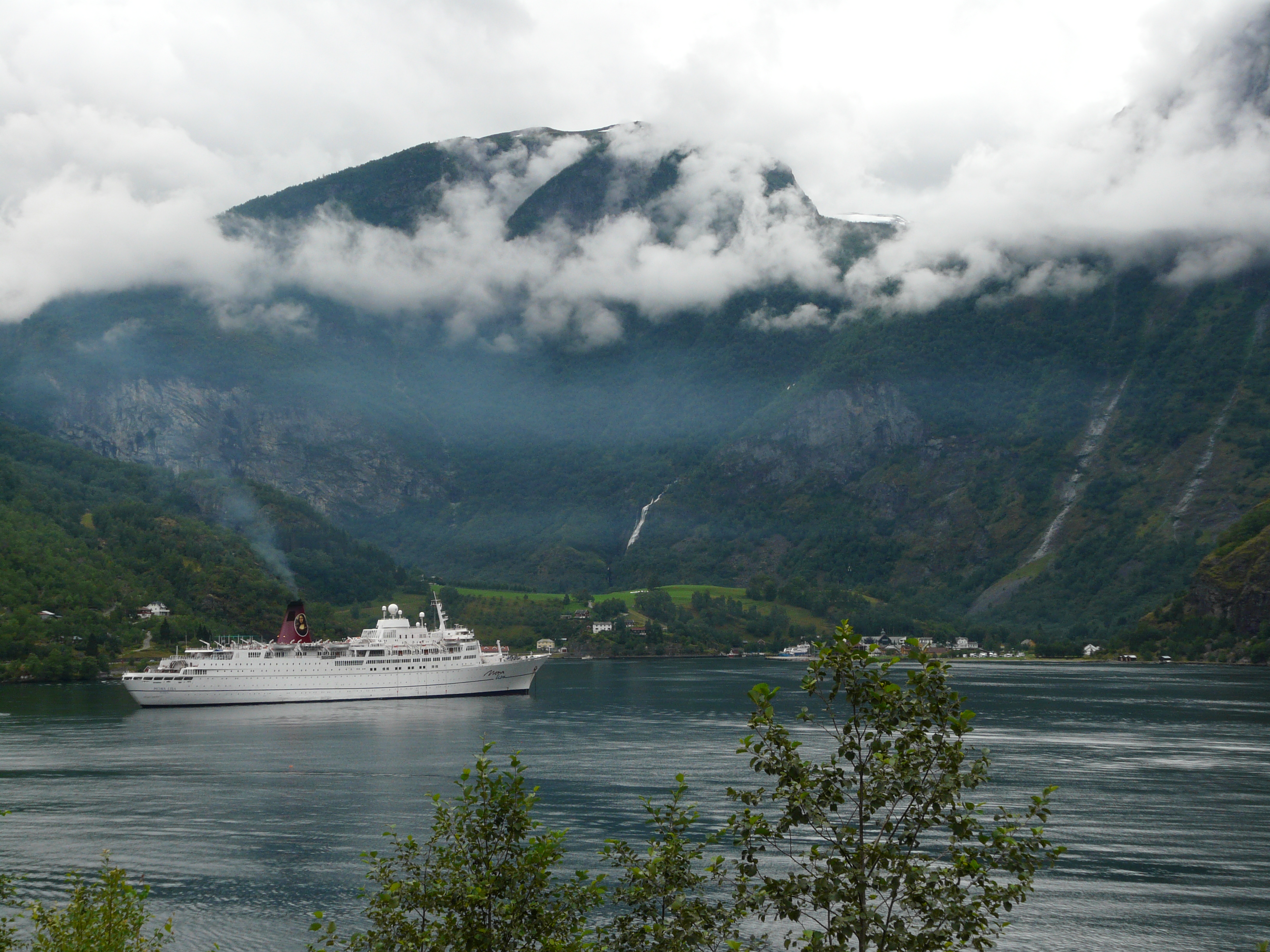
Eidfjord

Eidfjord is een gemeente in de Noorse provincie Vestland. Eidfjord ligt aan de Eidfjord in het zuiden van Noorwegen en bestaat uit Eidfjord en Øvre Eidfjord. De gemeente telde 921 inwoners in januari 2017.
In de gemeente bevindt zich de waterval Vøringsfossen (met een hoogte van circa 182 m) en het nationaal park Hardangervidda. In Øvre Eidfjord is het Hardangervidda Natursenter. Dichtbij ligt het dal Måbødalen.
Omliggende gemeenten die grenzen aan Eidfjord zijn Ulvik (in de provincie Vestland), Hol, Nore og Uvdal (in de provincie Viken) en Ullensvang (in de provincie Vestland).

## Plaatsen in de gemeente
- Eidfjord (plaats)
- Øvre Eidfjord
- Kjeåsen